# Волово (Липецкая область)
Воло́во — село, центр Воловского района Липецкой области. Центр Воловского сельсовета. Расположено на юго-западе области.

## История
Село возникло на рубеже конца XVII — начала XVIII веков. Впервые упоминается в разборной ведомости Серболова стана в 1749 году. В описании Ливенского уезда 1778 года отмечается село Вало́ва с деревнями Воловчик, Липовец, Вышнее Большое, Нижнее Большое, Замарайка и хутором Измалков. Во всех селениях жили однодворцы.
В районе села проходил Муравский шлях. Село располагалось на полпути из Старого Оскола в Ливны. В XVII — начале XX века Муравским шляхом пользовались купцы и курские крестьяне для доставки товаров в Москву. По преданию, на мосту через реку Липовец «ковали» гусей. Разливали на мост смолу, а после неё песок и прогоняли через мост стада гусей. «Подкованные» гуси меньше страдали во время переходов и своим ходом доходили до Москвы.
Согласно записям академика А. М. Селищева, на рубеже XIX—XX веков село делилось на четыре части: Дворня (центр), Мокрец, Ржавка и Висленка. Последние три названия используются для неофициального именования частей села и сегодня.

В справочнике «Волости и важнейшие селения Европейской России», который ссылается на данные 1880 года, значились: 

«с Волово: 401 двор, 2723 жителя, школа, церковь, приёмный покой (больница), 6 лавок»

В селе Волово в период Великой Отечественной войны немцы во время оккупации района открыли 3-й армейский сборно-пересыльный пункт 126-го Дулага, в котором держали советских военнопленных.
В 1965 году в центре села Волово был разбит сквер. Эскиз выполнил архитектор В. М. Попов. 29 и 30 апреля во время субботника жители села высадили здесь деревья и кустарники.

### Топонимика
Существует несколько версий происхождения ойконима Волово.
- Название происходит от существительного вол и производным от него прилагательным воловий. В то время когда происходило заселение этих мест, здесь на лугах пасли крупный рогатый скот и в первую очередь волов.
- Село находится на половине пути из Ливен в Старый Оскол. Проехав 50 верст, торговые люди останавливались здесь, у небольшой речушки, чтобы отдохнуть, накормить и напоить волов. Это и определило название села.
- Ранее в этих местах для защиты от кочевников сооружались лесные завалы и земляные насыпи — валы. И селение, возникшее позднее рядом с этими укреплениями, стало именоваться Валова.

## Население
| 1939  | 1959  | 1970  | 1979  | 1989  | 2002  | 2006  |
| ----- | ----- | ----- | ----- | ----- | ----- | ----- |
| 4049  | ↘3084 | ↗3158 | ↗3496 | ↗4307 | ↘4072 | →4072 |
| 2009  | 2010  | 2012  | 2021  |       |       |       |
| ↗4280 | ↘3734 | ↗4120 | ↘3373 |       |       |       |

## Экономика
Промышленность села представлена тремя предприятиями: Воловский маслодельный завод, Хлебокомбинат, ДПМК «Воловская». ООО «Воловские деликатесы» прекратило свою деятельность в 2014 году.
Сельское хозяйство. До начала 90-х годов земли, прилегавшие к райцентру, принадлежали колхозу «Великий Октябрь», позднее он был преобразован в СХПК «Октябрьский». В настоящее время все они поделены между различными КФХ и ЛПХ.

## Образование и культура
В селе действуют средняя и вечерняя общеобразовательные школы, музыкальная школа, районный дом культуры, межпоселенческая и детская библиотеки. В 2006 году в рамках губернаторской программы «Плавательный бассейн в каждый район» пущен в строй, возведённый компанией «Интерьер-Сервис», плавательный бассейн «Нептун» с ванной 25×14 м оборудованной для проведения соревнований по плаванию.

## Здравоохранение
В селе располагается центральная районная больница, частный стоматологический кабинет и детская больница.

## Русская православная церковь
В селе имелся Храм, построенный в начале 18 века, который был взорван немецкими войсками в 1942 году.
Вместо уничтоженного храма в 2009 году была построена Церковь Михаила Архангела.

## Памятники
В селе расположены памятники Бачурину В.П, Селищеву А.М.
Также имеется памятник Ленину на одноименной площади, рядом с площадью расположен мемориал погибшим защитникам Родины.
В сквере Владимира Бачурина имеется памятник — Скорбящая мать.
На пересечении ул. Советская и ул. Октябрьская в качестве памятника установлена самоходная артиллерийская установка ИСУ-152.

## Люди, связанные с селом
- В. П. Бачурин — юный партизан, житель села. Был казнён фашистами в 1942 году. Одна из улиц в селе носит его имя.
- А. М. Селищев — советский лингвист-славист (1886—1942)

## Примечание
1. 1 2  Итоги Всероссийской переписи населения 2020 года (по состоянию на 1 октября 2021 года)
2. ↑  Воловчане дебютировали в областном фестивале «Детская легкая атлетика» // Вперёд (газета Воловского района). — 4 декабря 2024
3. ↑  Воловчане посадили «Сад памяти» // Вперёд (газета Воловского района). — 27 апреля 2024
4. 1 2  История Воловского района. Сайт администрации Липецкой области. Дата обращения: 5 ноября 2009. Архивировано 1 декабря 2013 года.
5. ↑  Гуси и сейчас являются главной домашней птицей в Воловском районе, чему способствует обилие прудов и не распаханных лугов для их выпаса
6. ↑   Воловский Dulag // Gorod48.ru, информационно-справочный портал. 11 апреля 2020.
7. ↑  Всесоюзная перепись населения 1939 года. Численность сельского населения СССР по районам, крупным селам и сельским населённым пунктам - райо
8. ↑  Всесоюзная перепись населения 1959 года. Численность сельского населения РСФСР - жителей сельских населённых пунктов - районных центров по полу
9. ↑  Всесоюзная перепись населения 1970 года. Численность сельского населения РСФСР - жителей сельских населенных пунктов - районных центров по п
10. ↑  Всесоюзная перепись населения 1979 года. Численность сельского населения РСФСР - жителей сельских населённых пунктов - районных центров
11. ↑  Всесоюзная перепись населения 1989 года. Численность сельского населения РСФСР - жителей сельских населённых пунктов - районных центров по п
12. ↑  Всероссийская перепись населения 2002 года. Численность населения субъектов Российской Федерации, районов, городских поселений, сельских н
13. ↑  Всероссийская перепись населения 2010 года. Численность и размещение населения Липецкой области
14. ↑  населённые пункты Воловского муниципального района. Численность населения на 01.01.2012 года
15. 1 2 3  Волово Липецкой области (сайт села). Волово. Дата обращения: 23 января 2025. Архивировано 1 октября 2020 года.